# Kerkhof van Oostkappel
Het Kerkhof van Oostkappel is een gemeentelijke begraafplaats in het Franse dorp Oostkappel. Het kerkhof ligt rond de Sint-Nicolaaskerk in het dorpscentrum, vlak bij de Belgische grens. Ze wordt omsloten door geperforeerde betonnen platen en een haag. Tegen de voorgevel van de kerk staat een gedenkplaat met de namen van de omgekomen inwoners uit de beide wereldoorlogen.

## Britse oorlogsgraven
Aan de noordoostkant van het kerkhof bevindt zich een Brits militair perk met 19 gesneuvelden uit de Tweede Wereldoorlog. Daarbij zijn er 6 niet geïdentificeerde. De militairen waren leden van de British Expeditionary Force en zij sneuvelden eind mei 1940 bij de gevechten tegen het oprukkende Duitse leger. De graven worden onderhouden door de Commonwealth War Graves Commission en zijn daar geregistreerd als Oost-Cappel Churchyard.